# Gustave Wuyts
Gustave Marius L. Wuyts (27 de febrer de 1903 – 13 de gener de 1979) va ser un esportista belga que va competir a començaments del segle xx. Especialista en el joc d'estirar la corda, guanyà la medalla de bronze als Jocs Olímpics de 1920 a Anvers.